# Кравчук Євген Йосипович
Євге́н Йо́сипович Кравчу́к ( 19 березня 1912, Великі Бірки — 5 серпня 1992, Тернопіль) — багатолітній в'язень сталінських таборів, священник УГКЦ у підпіллі, доктор філософії і богословських наук. Народився в с. Великі Бірки тепер Тернопільського району, Тернопільської області в родині греко-католицького священника. Його дід о. Іван Гургаль, а згодом і батько о. Йосип Кравчук, були парохами церкви св. вмч. Параскеви П'ятниці у Великих Бірках. Дружина — Марія (Ратич) Кравчук дочка відомого Тернопільського священника о. Степана Ратича.

## Життєпис
Початкову освіту здобув у місцевій вселюдній школі і, закінчивши її, навчався у Тернопільській гімназії. Навчаючись ще в стінах гімназії, мріяв вступити на студії у Греко-католицьку богословську академію  [Архівовано 11 грудня 2009 у Wayback Machine.]. Тут навчався до 1937 року. Цього ж року виїздить за кордон для продовження студій у Берлінському і Празькому університетах. У Чехословаччині та Німеччині працює в царині філософії, готує докторську дисертацію, захищає її та здобуває науковий ступінь доктора філософії.
В 1943 р. повертається до Львова. У духовній академії, яка відновила свою діяльність з початком німецької окупації Львова, читав лекції з історії української Церкви. Проте після відновлення радянської влади у Галичині в другій половині 1944, духовна академія вдруге була ліквідована (вперше восени 1939 року), студентів теології розігнано, а увесь професорсько-викладацький склад позбавлено роботи. Звільнений Кравчук Євген влаштувався на роботу науковим співробітником у Львівський музей українського мистецтва.
6 листопада 1948 року його заарештували. Під час арешту було вилучено релігійну літературу, молитовники, документи про освіту. З метою зломити його морально та фізично допити слідчими проводились лише у нічний час із невеликими перервами. До нього застосовували побої, кидали в карцер. Слідчі вимагали, щоб він говорив про себе те, що їм було потрібно для справи. І Євген Кравчук, щоб не стати покаліченим, знівеченим, наговорив про себе те, ким ніколи не був, що ніколи не робив. По закінченні «слідства» справу розглядав військовий трибунал Прикарпатського військового округу. Пародія на суд тривала всього декілька хвилин. Вирок військового трибуналу був суворий. Він засудив Євгена Кравчука, як «ворога народу», «ярого буржуазного націоналіста», «шпигуна іноземних розвідок» до найвищої міри покарання — розстрілу з конфіскацією майна.
Проте, вирок не було виконано, а замінено 25-річним ув'язненням в таборах посиленого режиму, де після відбуття покарання, його чекало позбавлення громадянських прав та довічне поселення у віддалених районах СРСР. Покарання відбував у Магадані, працював на добуванні слюди. В 1956 р. суд визнав його безпідставно засудженим і звільнив з-під охорони в таборі. Вийшовши на волю виїхав у Хабаровський край на станцію Вяземська, де перебували дружина і діти, яких туди було депортовано ще у 1949 р.
Недовго довелось йому прожити на волі. 4 листопада 1957 року, знову заарештований. Причиною стало те, що митрополит Йосип Сліпий  таємно передавав чернетки свого нарису історії УГКЦ дружині Євгена Кравчука на станцію Вяземська, Марії Кравчук. Вона їх ретельно переписувала і пересилала своїй тітці Ратич Ганні в Тернопіль. Звідси ця праця мала пересилатись за кордон. Під час обшуку знайшли чернетки, написані ув'язненим галицьким митрополитом Йосипом Сліпим і аркуші переписані рукою пані Марії. Проте, кадебісти арештували не Кравчук Марію, а її чоловіка Євгена.
Радянський суд вдруге засудив, безвинного Євгена Кравчука, на 10 років тюремного ув'язнення в таборах посиленого режиму. Покарання відбував в концтаборі в Мордовії, де працював ковалем.
У 1967 році після відбуття повного терміну покарання повертається в Тернопіль, де проживали дружина і діти. В Тернополі влада йому категорично відмовляє в прописці, як такому, що двічі відбував покарання за політичними статтями кримінального кодексу. Він був вимушений виїхати в сусідню область і прописатися в м. Золочеві на Львівщині. Тут влаштувався на фабрику безалкогольних напоїв простим робітником.
В Золочеві у 1968 р. був таємно висвячений єпископом підпільником Василем Величковським. З того часу займається душпастирською роботою. До часу легалізації УГКЦ таємно хрестив дітей, відправляв Богослужіння, вінчав, хоронив померлих, навчав дітей молитов і підготовляв їх до першого Причастя, посвячував новобудови та надавав інші послуги мирянам. Неодноразово, в статусі священника, таємно відвідував Великі Бірки.
Останні роки життя проживав разом з дружиною в Тернополі. Помер 05.08.1992 року, похований в Тернополі.